# Alphons Hubert Marie Janssen
Alphons Hubert Marie Janssen (Schinnen, 17 december 1895 – Venray, 14 augustus 1986) was een Nederlands politicus.
Hij werd geboren als zoon van Jan Hubert Janssen en Maria Victorine Laeven. Hij is afgestudeerd in de rechten aan de Rijksuniversiteit Leiden en daarna specialiseerde hij zich in het Indisch recht. Janssen was vanaf 1925 gedurende bijna acht jaar werkzaam in Nederlands-Indië. Hij was toen onder andere op verschillende plaatsen voorzitter van de Landraad. Tijdens verlof in Nederland werd hij in 1933 benoemd tot burgemeester van Nieuwenhagen. In 1938 volgde zijn benoeming tot burgemeester van Venray. Janssen ging in januari 1961 met pensioen en overleed in 1986 op 90-jarige leeftijd.
Zijn zoon Johan Janssen (politicus) is ook in Limburg burgemeester geweest.